# Korsør-Halsskov-banen
Korsør-Halsskov-banen – eller bare Halsskovbanen – var en jernbane mellem Korsør Station og Halsskov Odde. Den blev sammen med Nyborg-Knudshoved-banen anlagt for at sikre trafikken over Storebælt i isvintre.

## Historie
Ved lov af 23. april 1881 besluttede Rigsdagen at indsætte jernbanefærger på Storebælt. Der blev anskaffet 2 dampfærger, hver med 2 jernbanespor, og anlagt færgelejer i Korsør og Nyborg. De første færger var hjuldampere, hvis skovlhjul ikke kunne tåle at arbejde i is, så der blev også anskaffet en isbryder. Hvis isen var så svær, at isbryderen ikke kunne gå ind i færgehavnene, skulle overfarten flyttes, så isbryderen opsamlede og afsatte passagererne ude ved Storebæltskysten. I værste fald kunne passagererne sendes over Bæltet i isbåde. Derfor indeholdt loven også anlæg af de to "lette baner" fra færgehavnene ud til isbådestationerne ved kysten.
Anlægget af banen blev påbegyndt midt i 1882, og den blev prøvekørt med lokomotiv 24. februar 1883. Halsskovbanen kom til at udgå fra hovedsporet umiddelbart nord for Korsør Station. Halsskov Station fik omløbsspor, der løb sammen helt ude på odden. Herfra var der også sidespor til remisen med en drejeskive på 11 m. Der blev opført en ny stationsbygning, og desuden fandtes der fra isbådenes storhedstid en forvalterbolig, et isbådehus og en mandskabsbolig (Christian 4.'s posthus).

## Strækningsdata
- Længde 3,67 km
- Enkeltsporet
- Sporvidde: 1.435 mm
- Skinnevægt: 32 og 34 kg/m
- Maks. stigning: 5 ‰
- Mindste kurveradius: 188 m
- Maks. hastighed: 45 km/t
- Akseltryk: 13,5 t.

## Isvintre
Der var stationeret 36 isbåde i Halsskov. I vintrene 1887-88 og 1892-93 kom de - og dermed Halsskovbanen - flittigt i brug. Men så gik der 30 år inden der i 1923 og 1929 kom så streng isvinter, at isbryderne måtte lægge til ved molerne i Halsskov og Knudshoved.
I 2001 blev der i de tilbageværende bygninger på Halsskov Odde indrettet et isbådsmuseum, der hører under Korsør By- og Overfartsmuseum.

## Strækninger hvor banetracéet er bevaret
Banetracéet er bevaret som "Revstien" på 1½ km i Korsør.
- Revstien starter ved Dyrehovedgårds Alle
- Revstien krydser Halsskovvej
- Revstien slutter ved Skovbrynet